# Cerebratulus lineolatus
Cerebratulus lineolatus är en djurart som tillhör fylumet slemmaskar, och som beskrevs av Ernest F. Coe 1905. Cerebratulus lineolatus ingår i släktet fläsknemertiner, och familjen Cerebratulidae. Inga underarter finns listade i Catalogue of Life.